# Mestni muzej Ljubljana
Mestni muzej Ljubljana je muzej, ki skrbi za ohranjanje in preučevanje ljubljanske zgodovinske dediščine. Sedež muzeja je v Turjaški palači poleg ljubljanskih Križank, na trgu Francoske revolucije.
Turjaško palačo je leta 1935 kupila predhodnica današnje Mestne občine Ljubljana in jo dala Mestnemu muzeju z namenom »da bi zbiral vse predmete z ozirom na zgodovino Ljubljane, tako glede na vlogo Ljubljane v duhovnem in narodnem smislu, kot tudi glede na razvoj sodobne Ljubljane». Prostore je bilo treba najprej funkcionalno predelati. Z deli so pričeli aprila leta 1937. Istega leta so odprli prvo muzejsko zbirko in sicer pregled stanovanjske kulture meščanstva od poznega srednjega veka do prve polovice 19. stoletja.
Po drugi svetovni vojni so bili v Turjaški palači še Slovanska knjižnica, (do leta 2000), Mestni arhiv, Poverjeništvo za prosveto in kulturo Mestne ljudske oblasti, garderoba Mestnega gledališča ljubljanskega ter nekaj zasebnih stanovanj.
Konec 20. stoletja so ponovno pričeli s preurejanjem stavbe s čimer so pridobili okoli 1000 m² novih površin, stavbo so podkletili in obenem izvedli arheološke raziskave ter izvedli celovito gradbeno, protipotresno ter funkcionalno prenova prostorov. Projekt arhitektov Špele Videčnik in Roka Omana je za rešitev dobil tudi mednarodno priznanje.
1. januarja 2009 je bil muzej vključen v novoustanovljeni javni zavod Muzej in galerije mesta Ljubljane. Slednji vključuje Mestno galerijo Ljubljana 1 in 2, galerijo Vžigalica, galerijo Jakopič, Bežigrajsko galerijo 1 in 2, spominsko sobo Ivana Cankarja na ljubljanskem Rožniku, spominsko zbirko Otona Župančiča v Mestni knjižnici (KOŽ), arheološka parka Zgodnjekrščansko središče in Emonska hiša, od leta 2010 pa še Plečnikova zbirka 
Naloga Mestnega muzeja Ljubljana je evidentiranje, dokumentiranje, konzerviranje, proučevanje in prikazovanje premične kulturne dediščine z območja ljubljanske regije. Zbirka obsega več kot 200.000 enot iz več tisočletne dediščine. Sem sodi tudi najdba najstarejšega lesenega kolesa z leseno osjo na svetu ter okoli 40.000 leta stara lesena puščica.
Na ogled je interaktivno in tematsko zasnovana stalna razstava o zgodovini Ljubljane, občasne aktualne razstave, organizirjo predavanja, okrogle mize, projekcije, delavnice, tečaje, koncerte in druge prireditve ter seveda vodstvo po muzeju.

## Nagrade in priznanja
- 1997: Valvasorjevo častno priznanje Kulturno-informacijskemu centru Križanke Mestnega muzeja Ljubljana[3]
- 2008: Valvasorjevo priznanje za stalno razstavo Obrazi Ljubljane v Turjaški palači v Ljubljani[4]